# WCT Invitational 1978
Il WCT Invitational 1978 è stato un torneo di tennis giocato sulla terra verde. È stata la 1ª edizione del torneo che fa parte del Colgate-Palmolive Grand Prix 1978. Si è giocato a Forest Hills negli Stati Uniti dal 10 al 16 luglio 1978.

## Campioni

### Singolare maschile
Vitas Gerulaitis ha battuto in finale  Ilie Năstase con il punteggio di 6–2, 6–0

### Doppio maschile
John Alexander /  Phil Dent hanno battuto in finale  Fred McNair /  Sherwood Stewart con il punteggio di 7–6, 7–6